# Анрі Віктор Реньо
Анрі́ Вікто́р Реньо́ (фр. Henri Victor Regnault; 21 липня 1810, Ахен — 19 січня 1878, Париж) — французький хімік і фізик. Автор підручника Початковий курс хімії (фр. Cours élémentaire de chimie, 1847—1849), що отримав дуже широке поширення у Франції та всьому світі. Був членом Французької і Петербурзької академій наук. Батько художника Анрі Реньо.

## Життєпис
Народився 21 липня 1810 в Ахені. Після закінчення Політехнічної школи в Парижі (1882) навчався в Гірничій школі. Працював в Гіссенському університеті в лабораторії Юстуса фон Лібіха, в Ліонському університеті. У 1840 році отримав місце професора хімії в Політехнічній школі, в 1841 році став професором фізики в Колеж де Франс.

## Професійна діяльність
Основний напрямок робіт Реньо в області хімії — вивчення складу органічних сполук. У 1835 році він вперше отримав вінілхлорид додаванням хлористого водню до ацетилену, в 1838 році синтезував полівініліденхлорид. У тому ж році відкрив явище фотохімічної полімеризації, визначив елементний склад хініну. У 1840 році розробив спосіб отримання меркаптанів; спільно з Дюма запропонував хімічну теорію типів. У 1846 році зробив важливе спостереження, що під дією електричної іскри з суміші азоту і водню утворюється аміак.
За допомогою сконструйованих ним самим приладів, Реньо провів численні досліди з вимірювання фізичних констант газів, парів, рідин і твердих тіл. Займався вимірюванням швидкості звуку в газах. Перевірив закони Бойля — Маріотта, Дюлонга — Пті. Використовуючи повітряний термометр власної конструкції, визначив абсолютний коефіцієнт теплового розширення ртуті. Винайшов гігрометр і пірометр.

## Нагороди
Медаль Коплі 1869 року — за другий том його книги «Relation des Experiences pour determiner les lois et les donnees physiques necessaries au calcul des machines a feu», що містить результати його лабораторних досліджень процесів, що відбуваються при нагріванні газів і парів, а також за статті, присвячені пружним силам в парах.

## Пам'ять
1935 року Міжнародний астрономічний союз присвоїв ім'я Анрі Реньо кратеру на видимому боці Місяця.